# Sòria
|  | Per a altres significats, vegeu «Soria». |

Sòria (en castellà, Soria) és una ciutat castellana de gairebé 40.000 habitants i capital de la província de Sòria (de la comunitat autònoma de Castella i Lleó).

## Geografia

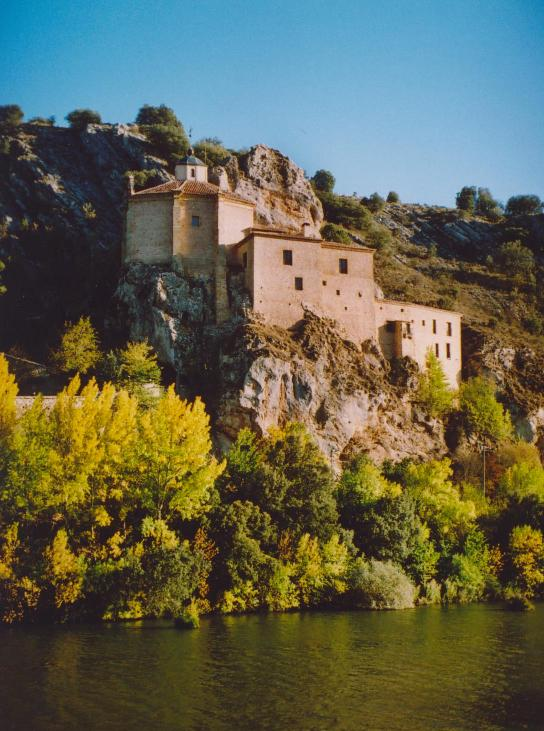
Ermita de San Saturio, a la riba del Duero

És situada a la zona de contacte entre la Serralada Ibèrica i la Meseta, a les vores de l'alt Duero. Centre administratiu i comercial, la principal activitat industrial és l'elaboració de productes alimentaris, dels quals destaca l'elaboració de mantega.
És a la província menys poblada d'Espanya, amb una població de 92.773 (2005) i una densitat de 9 habitants per km², i és la penúltima capital de província espanyola per població; només Terol té menys habitants que Sòria. Hi ha 183 municipis a Sòria, gairebé la meitat tenen menys de 100 habitants i només 11 tenen més de 1.000 habitants.

## Història

### Orígens i etimologia
Sòria va sorgir de la mà dels romans. Tanmateix, a l'actual Turó del Castell s'hi han descobert restes d'un assentament més antic supeditat, sens dubte, a l'existència de Numancia. Bartolomé de Torres, en la seva Topografia de la ciutat de Numancia, assegura que el castell d'aquesta ciutat va prendre el nom d'Oria d'un cavaller grec dit Dòric, capità dels doris, que va arribar a Sòria des d'Acaia. Els primers pobladors de Sòria van ser els sueus, els reis dels quals, segons Tutor i Malo en el seu Compendio historial de las dos Numancias, hi van establir una de les seves corts.
Ambdues hipòtesis han caigut en desús amb el pas del temps perquè cap document no les acredita de manera fidedigna. Sembla lògic suposar que la paraula «Sòria» deriva de dauria, al seu torn derivada de daurius, és a dir, Duero. A aquestes versions, sobre l'origen del nom de Sòria, se sumen la de Pedro de Rúa, que deriva Sòria de Sarra, nom de la ciutat de Tir, i de sarranos, els seus habitants, d'on ve sorià. En un llibre d'armes es narra que quan Alfons VII l'Emperador va reedificar Sòria es va descobrir una gran pedra amb un signe gravat que recordava a una «S», la qual es va afegir al castell d'Oria i va donar l'actual veu Sòria.
L'any 869, en plena conquesta àrab, Sòria va saltar de nou a les pàgines de la història amb motiu de l'aixecament de Solimà ibn Abús contra l'emir de Còrdova que va enviar el seu fill, al-Hakan, per sufocar l'alçament.

### Reconquesta
Durant el segle xi es va convertir en un important enclavament estratègic per la seva situació al costat del Duero i va marcar el límit entre els dominis cristians i musulmans a la denominada marca del Duero o línia del Duero. A començaments del segle xii el rei Alfons I el Bataller, la va conquerir definitivament als àrabs i la va repoblar situant la frontera més al sud. Tanmateix, Sòria va continuar sent un enclavament estratègic per dos motius:
- A causa de les lluites pel territori entre els regnes de Castella (a la tutela de la qual va passar el 1134), Navarra i Aragó.
- Per la seva importància ramadera la convertiren en un centre comercial i industrial (manufactures llaneres). Era la principal zona de pastura de Castella.

Alfons VIII el noble va mantenir la independència del regne de Lleó gràcies a l'ajuda prestada pels sorians i, en agraïment, va atorgar a la ciutat una sèrie de privilegis. El 1195 Sanç el Brau va prendre la ciutat i a començaments del segle xiii va conèixer un dels seus períodes més florents gràcies a la seva situació fronterera. És l'any 1256 quan obté un fur d'Alfons X el Savi.
El comerç, en mans dels jueus, va fer de Sòria una ciutat important. Els jueus van ampliar la jueria (aljama) situada en els límits del castell, i van donar riquesa a la ciutat. Al castell, dins del mur principal, hi ha un cos espaiós en el qual antigament hi va haver tres-centes cases i un temple, que avui perdura, encara que arruïnat. Moltes d'aquestes cases diuen que eren de jueus, i aquella població, amb la que hi havia per fora, es deia aljama.

### Decadència
El 1492, el decret d'expulsió dels jueus, va portar la decadència econòmica i social de Sòria. Durant el regnat dels Reis Catòlics es va interrompre la narració històrica de Sòria perquè després de la unió dels regnes d'Aragó, Navarra i Castella la ciutat va deixar de ser un enclavament estratègic. Aquesta situació es va prolongar durant la segona meitat de l'edat mitjana, perquè recuperés Sòria el seu protagonisme en la història amb la guerra de Successió, en defensar la causa de Felip V, i protegir de les pretensions aragoneses la línia fronterera (1706-1707).
El 1808, després de la invasió francesa de la Península, es va constituir a Sòria una Junta d'Armament i Defensa que va organitzar el regiment o Batallón de Numantinos actiu als fronts de Logronyo i Sigüenza. El 20 de novembre de 1808 les tropes franceses es van presentar a les portes de Sòria i van començar el saqueig. La ciutat va quedar en flames i va caldre esperar a la segona meitat del segle xix perquè recuperés els seus índexs de població i riquesa.

### Història contemporània
Actualment Sòria pot definir-se com una capital petita —però activa gràcies a la indústria del turisme— que conserva en part el seu caràcter històric i medieval.

## Monuments
Sòria compta amb un superb catàleg monumental quallat d'exemplars d'estil romànic. Entre els més destacats poden assenyalar-se els següents:
- San Juan de Rabanera
- Santo Domingo
- San Pedro de Sòria
- San Juan de Duero
- San Nicolás de Sòria

Cal destacar també el museu arqueològic, que recull una bona part de les troballes de la propera Numancia. La propera ermita de San Saturio és un lloc tradicional de passeig, on hi ha les relíquies del sant patró de la ciutat (Sant Saturi).

## Persones il·lustres
- Manuel Núñez Encabo, advocat, diputat i membre del Consell d'Europa.
- Pablo Miguel de Perlado (1845-1870) compositor musical.